# Serixia subrobusta
Serixia subrobusta är en skalbaggsart som beskrevs av Stefan von Breuning 1968. Serixia subrobusta ingår i släktet Serixia och familjen långhorningar.
Artens utbredningsområde är Laos. Inga underarter finns listade i Catalogue of Life.